# Filippo di Meclemburgo
Filippo, duca di Meclemburgo (Schwerin, 12 settembre 1514 – Güstrow, 4 gennaio 1557), qualche volta chiamato Filippo I, fu un Duca di Meclemburgo-Schwerin.

## Biografia
Era il più giovane dei figli maschi di Enrico V, duca di Meclemburgo e di Elena del Palatinato, una figlia di Filippo il Giusto, elettore palatino. A seguito di un infortunio ad un torneo fu malato di mente per molti anni. Dopo la morte di Enrico V nel 1552, visse alla corte del duca Ulrico III a Güstrow, dove morì. Se ha governato attivamente è discutibile alla luce della sua disabilità.
Fu sepolto nel Duomo di Bad Doberan.

## Ascendenza
|                                                  |                                                     |                                                     | Genitori                                      |  |  | Nonni |  |  | Bisnonni                                     |  |  | Trisnonni                                 |  |
|                                                  |                                                     |                                                     |                                               |  |  |       |  |  | Heinrich IV, VI duca di Meclemburgo-Schwerin |  |  | Johann IV, V duca di Meclemburgo-Schwerin |  |
|                                                  |                                                     |                                                     |                                               |  |  |       |  |  | Heinrich IV, VI duca di Meclemburgo-Schwerin |  |  | Johann IV, V duca di Meclemburgo-Schwerin |  |
|                                                  |                                                     | duchessa Katharina von Sachsen-Lauenburg            |                                               |  |  |       |  |  | Heinrich IV, VI duca di Meclemburgo-Schwerin |  |  |                                           |  |
| Magnus II, VII duca di Meclemburgo-Schwerin      |                                                     |                                                     |                                               |  |  |       |  |  | Heinrich IV, VI duca di Meclemburgo-Schwerin |  |  |                                           |  |
|                                                  |                                                     | principessa Dorothea von Brandenburg                | Friedrich I, VII elettore di Brandeburgo      |  |  |       |  |  |                                              |  |  |                                           |  |
|                                                  |                                                     | principessa Dorothea von Brandenburg                | Friedrich I, VII elettore di Brandeburgo      |  |  |       |  |  |                                              |  |  |                                           |  |
|                                                  |                                                     | principessa Dorothea von Brandenburg                | duchessa Elisabeth von Bayern-Landshut        |  |  |       |  |  |                                              |  |  |                                           |  |
| Heinrich V, VIII duca di Meclemburgo-Schwerin    |                                                     | principessa Dorothea von Brandenburg                |                                               |  |  |       |  |  |                                              |  |  |                                           |  |
|                                                  |                                                     | Erich II, VIII duca di Pomerania-Wolgast            | Wartislaw IX, VII Zduca di Pomerania-Wolgast  |  |  |       |  |  |                                              |  |  |                                           |  |
|                                                  |                                                     | Erich II, VIII duca di Pomerania-Wolgast            | Wartislaw IX, VII Zduca di Pomerania-Wolgast  |  |  |       |  |  |                                              |  |  |                                           |  |
|                                                  |                                                     | Erich II, VIII duca di Pomerania-Wolgast            | duchessa Sophia von Sachsen-Lauenburg         |  |  |       |  |  |                                              |  |  |                                           |  |
| duchessa Sophie von Pommern-Wolgast              |                                                     | Erich II, VIII duca di Pomerania-Wolgast            |                                               |  |  |       |  |  |                                              |  |  |                                           |  |
|                                                  |                                                     | duchessa Sophia von Pommern-Stolp                   | Bogislaw IX, VI duca di Pomerania-Stolp       |  |  |       |  |  |                                              |  |  |                                           |  |
|                                                  |                                                     | duchessa Sophia von Pommern-Stolp                   | Bogislaw IX, VI duca di Pomerania-Stolp       |  |  |       |  |  |                                              |  |  |                                           |  |
|                                                  |                                                     | duchessa Sophia von Pommern-Stolp                   | duchessa Maria Mazowiecka                     |  |  |       |  |  |                                              |  |  |                                           |  |
| Philipp, IX duca di Meclemburgo-Schwerin         |                                                     | duchessa Sophia von Pommern-Stolp                   |                                               |  |  |       |  |  |                                              |  |  |                                           |  |
|                                                  | Ludwig IV, XXVII elettore e conte palatino del Reno | Ludwig III, XXVI elettore e conte palatino del Reno |                                               |  |  |       |  |  |                                              |  |  |                                           |  |
|                                                  | Ludwig IV, XXVII elettore e conte palatino del Reno | Ludwig III, XXVI elettore e conte palatino del Reno |                                               |  |  |       |  |  |                                              |  |  |                                           |  |
|                                                  | Ludwig IV, XXVII elettore e conte palatino del Reno | Matilde di Savoia-Acaia                             |                                               |  |  |       |  |  |                                              |  |  |                                           |  |
| Philipp, XXIX elettore e conte palatino del Reno | Ludwig IV, XXVII elettore e conte palatino del Reno |                                                     |                                               |  |  |       |  |  |                                              |  |  |                                           |  |
|                                                  |                                                     | duchessa Margherita di Savoia                       | Amedeo VIII, I duca di Savoia                 |  |  |       |  |  |                                              |  |  |                                           |  |
|                                                  |                                                     | duchessa Margherita di Savoia                       | Amedeo VIII, I duca di Savoia                 |  |  |       |  |  |                                              |  |  |                                           |  |
|                                                  |                                                     | duchessa Margherita di Savoia                       | duchessa Marie de Bourgogne                   |  |  |       |  |  |                                              |  |  |                                           |  |
| principessa Helene von der Pfalz                 |                                                     | duchessa Margherita di Savoia                       |                                               |  |  |       |  |  |                                              |  |  |                                           |  |
|                                                  |                                                     | Ludwig IX, V duca di Baviera-Landshut               | Heinrich XVI, IV duca di Baviera-Landshut     |  |  |       |  |  |                                              |  |  |                                           |  |
|                                                  |                                                     | Ludwig IX, V duca di Baviera-Landshut               | Heinrich XVI, IV duca di Baviera-Landshut     |  |  |       |  |  |                                              |  |  |                                           |  |
|                                                  |                                                     | Ludwig IX, V duca di Baviera-Landshut               | duchessa Margarete von Österreich             |  |  |       |  |  |                                              |  |  |                                           |  |
| principessa Margarete von Bayern-Landshut        |                                                     | Ludwig IX, V duca di Baviera-Landshut               |                                               |  |  |       |  |  |                                              |  |  |                                           |  |
|                                                  |                                                     | principessa Amalia von Sachsen                      | Friedrich II, VII elettore e duca di Sassonia |  |  |       |  |  |                                              |  |  |                                           |  |
|                                                  |                                                     | principessa Amalia von Sachsen                      | Friedrich II, VII elettore e duca di Sassonia |  |  |       |  |  |                                              |  |  |                                           |  |
|                                                  |                                                     | principessa Amalia von Sachsen                      | duchessa Margaretha von Österreich            |  |  |       |  |  |                                              |  |  |                                           |  |
|                                                  |                                                     | principessa Amalia von Sachsen                      |                                               |  |  |       |  |  |                                              |  |  |                                           |  |